# 布拉夫斯 (印第安納州)
布拉夫（英語：Bluffs）是位於美國印第安納州摩根縣的一個非建制地區。該地的面積和人口皆未知。